# Čínské lidové náboženství

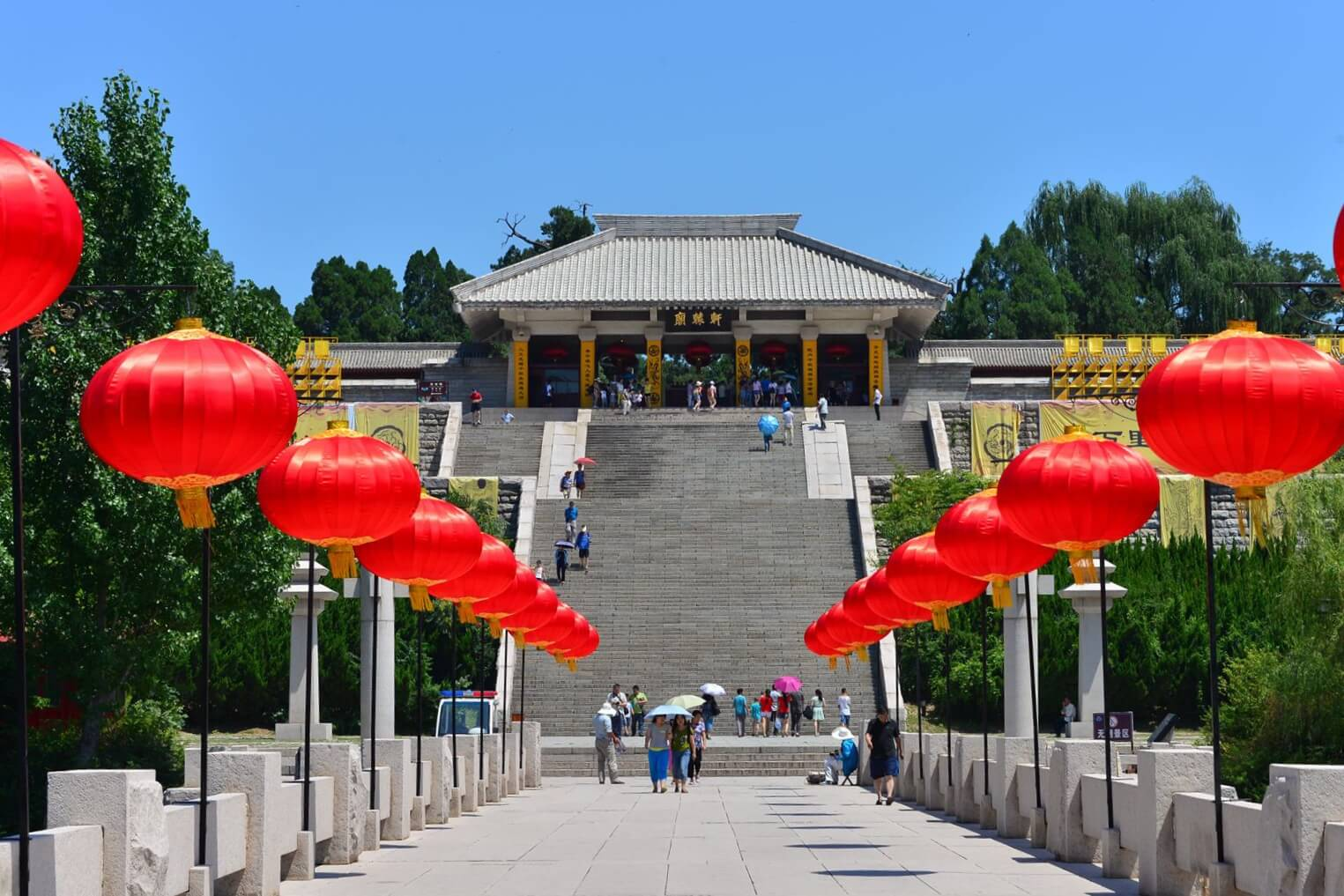
Chrám uctívající Žlutého císaře v provincii Šen-si

Čínské lidové náboženství je neformalizovaný soubor náboženských představ a obřadů, který se rozvinul na území střední a východní Číny a jehož jádrem je uctívání předků, přírodních sil a víra v duši a duchy. Krom představ z hlubokých zdrojů (v Evropě obvykle nazývaných jako pohanské) jde také o synkretickou směs pozdějších formalizovanějších kultů, především mahájánového buddhismu (vzývání Buddhy Amitábhy), lidového taoismu a konfucianismu, plus některých místních menších kultů. Typickým je, že z konfucianismu byly čerpány zvláště morální zásady, z taoismu obřady a z buddhismu idea karmy, reinkarnace a vize finále cesty člověka: spása duše v ráji. Čínské lidové náboženství má i rysy polyteismu, neboť uctívá velký počet božstev (Nefritový císař ad.), která jsou ale chápána spíše jako pomocníci v nouzi, na způsob dobrých duchů. Velké vážnosti, na způsob křesťanských svatých, se těší řada konfuciánských mudrců.

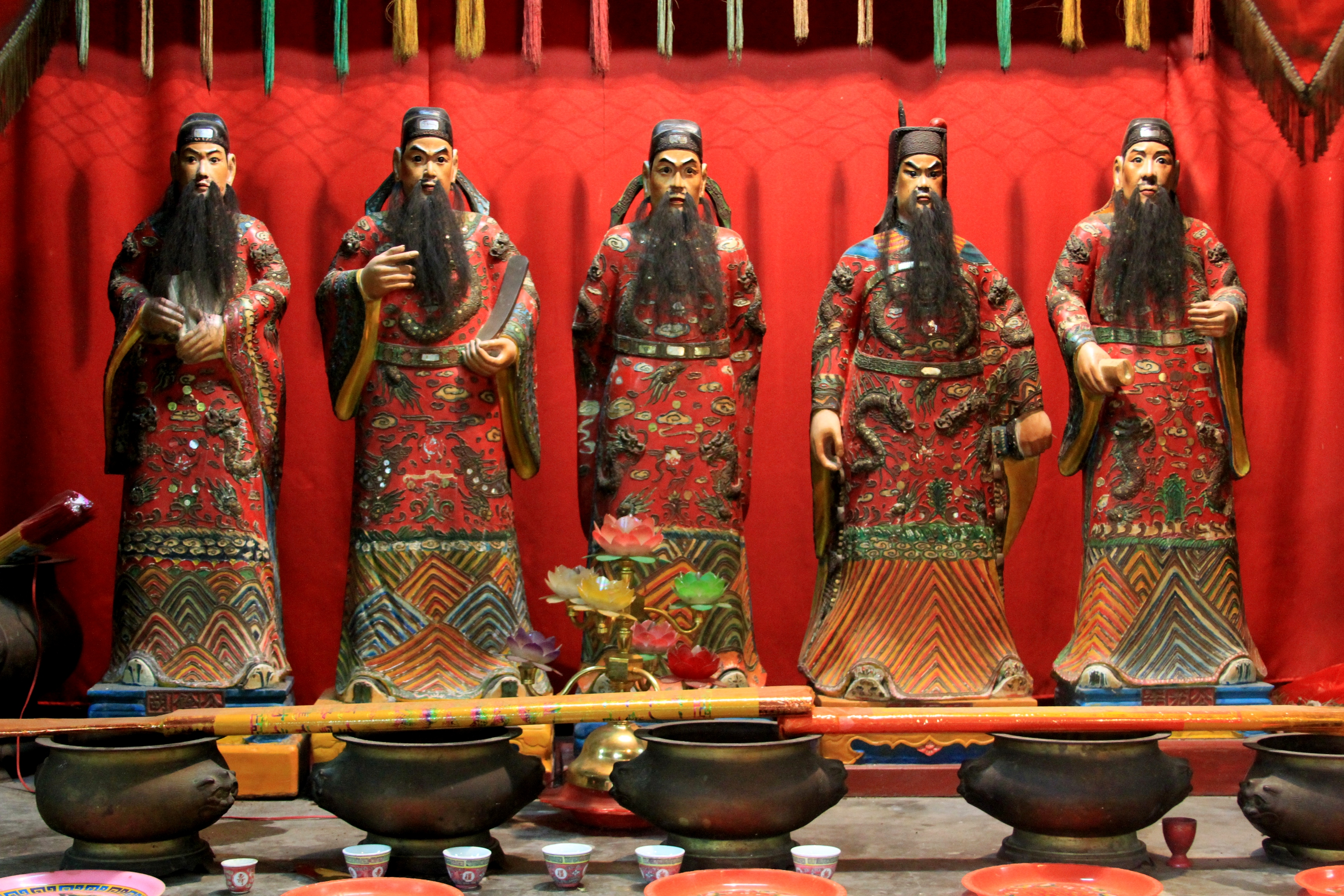
Oltář pěti Mistrů v chrámu ve městě Chaj-kchou

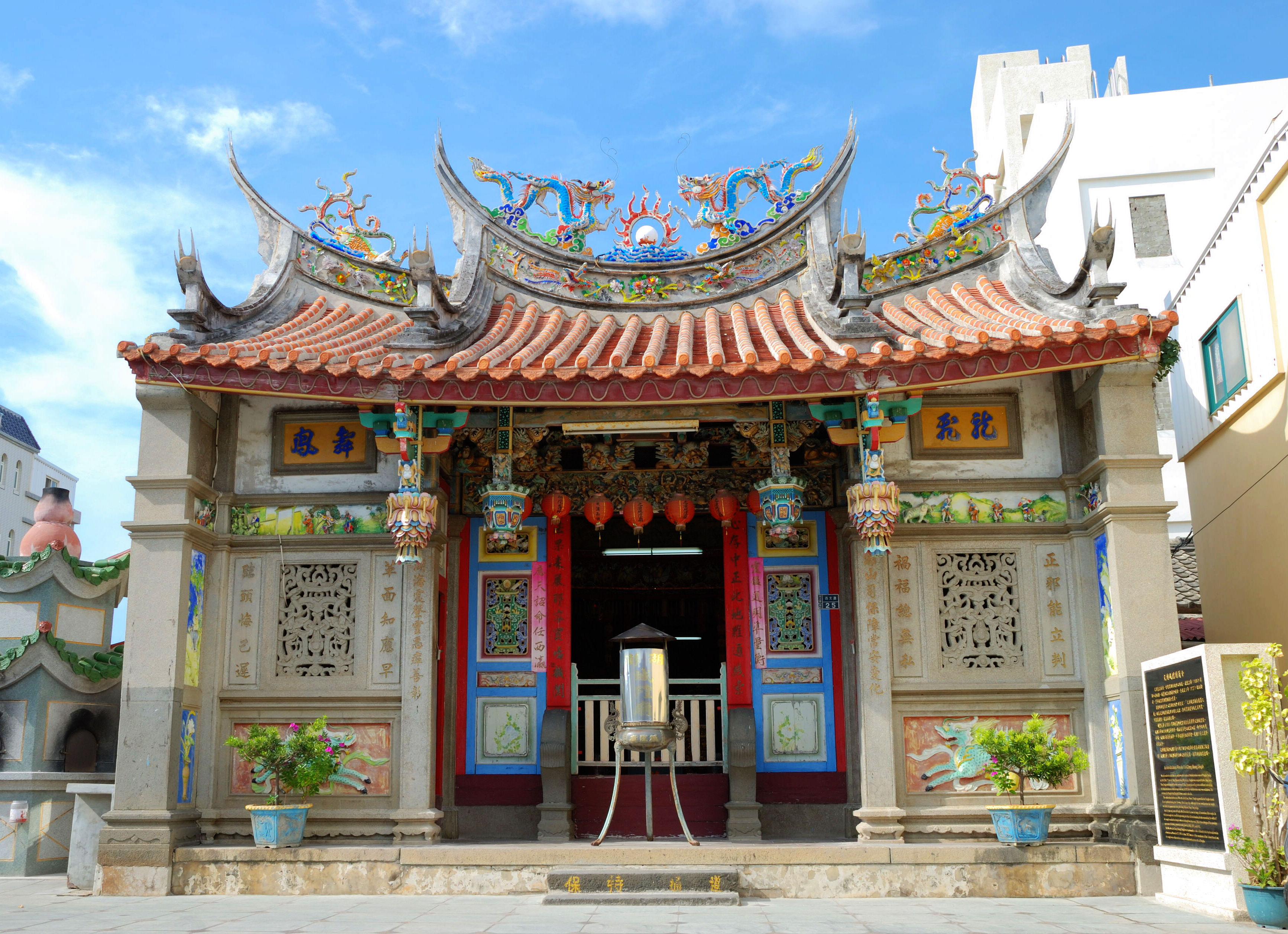
Svatyně městského boha ve městě Ma-kung, Tchaj-wan

Tradice není ujednocena a existuje mnoho regionálních odchylek, avšak za čtyři společné pilíře náboženského systému bývají považovány koncepty
1. tchien (天), tedy Nebesa, transcendentní zdroj morálního významu,
2. čchi (气), dech nebo energie, která oživuje vesmír,
3. ťing-cu (敬祖), posvátnost předků a
4. pao jing (报应), idea morální reciprocity - dobré i zlé činy se člověku vrátí.

Obvykle je také uznáváno nějaké pojetí osudovosti a známý taoistický princip jin a jang. Po sinchajské revoluci v roce 1911 bylo proti lidovému náboženství vedeno velké tažení. V současnosti prožívá renesanci v ČLR i na Tchaj-wanu, čínská komunistická vláda některé tyto tradice podporuje (např. uctívání bohyně moří Ma-cu) jako obranu proti pronikání západních náboženství a nových sekt.